# Starkeyita
La starkeyita és un mineral de la classe dels sulfats que pertany al grup de la rozenita. Va ser anomenada l'any 1956 per Oliver Rudolph Grawe en honor de la seva localitat tipus: la Mina Starkey al Comtat de Madison, Missouri, EUA.

## Característiques
La starkeyita és sulfat de magnesi tetrahidrat de fórmula química Mg(SO₄)(H₂O)₄. Cristal·litza en el sistema monoclínic. Apareix en forma d'agregats fibrosos, de fins a 4 cm; també comunament en eflorescències en pols. La seva duresa a l'escala de Mohs és 2 a 3.
Segons la classificació de Nickel-Strunz, la starkeyita pertany a «07.CB: Sulfats (selenats, etc.) sense anions addicionals, amb H₂O, amb cations de mida mitjana» juntament amb els següents minerals: dwornikita, gunningita, kieserita, poitevinita, szmikita, szomolnokita, cobaltkieserita, sanderita, bonattita, aplowita, boyleïta, ilesita, rozenita, drobecita, cranswickita, calcantita, jôkokuïta, pentahidrita, sideròtil, bianchita, chvaleticeïta, ferrohexahidrita, hexahidrita, moorhouseïta, niquelhexahidrita, retgersita, bieberita, boothita, mal·lardita, melanterita, zincmelanterita, alpersita, epsomita, goslarita, morenosita, alunògen, metaalunògen, aluminocoquimbita, coquimbita, paracoquimbita, romboclasa, kornelita, quenstedtita, lausenita, lishizhenita, römerita, ransomita, apjohnita, bilinita, dietrichita, halotriquita, pickeringita, redingtonita, wupatkiïta i meridianiïta.

## Formació i jaciments
La starkeyita és un mineral secundari poc freqüent format en presència de sulfurs de ferro i també apareix com eflorescències a causa de l'evaporació d'aigües superficials i subterrànies. A més del lloc on va ser descoberta, la mina Starkey a Missouri, també ha estat descrita a altres indrets dels Estats Units, l'Argentina, Àustria, el Canadà, Eslovàquia, Espanya, Grècia, Hongria, Islàndia, l'Índia, Itàlia, el Japó, Macedònia del Nord, el Marroc, Mèxic, Namíbia, Polònia, el Regne Unit, la República Txeca, Rússia, el Senegal, Suïssa, Turquia, Ucraïna, Xile i la Xina.
Sol trobar-se associada a altres minerals com: pirita, marcasita (mina Starkey, Missouri, EUA); konyaïta, blödita, guix, halita (Gran Conca del Konya, Turquia); szomolnokita i gunningita (mina Goldstrike, Nevada, EUA).